# Rhododendron oligocarpum
Rhododendron oligocarpum är en ljungväxtart som beskrevs av Wen Pei Fang. Rhododendron oligocarpum ingår i släktet rododendron, och familjen ljungväxter. Inga underarter finns listade i Catalogue of Life.